# Synagoge (Dubno)

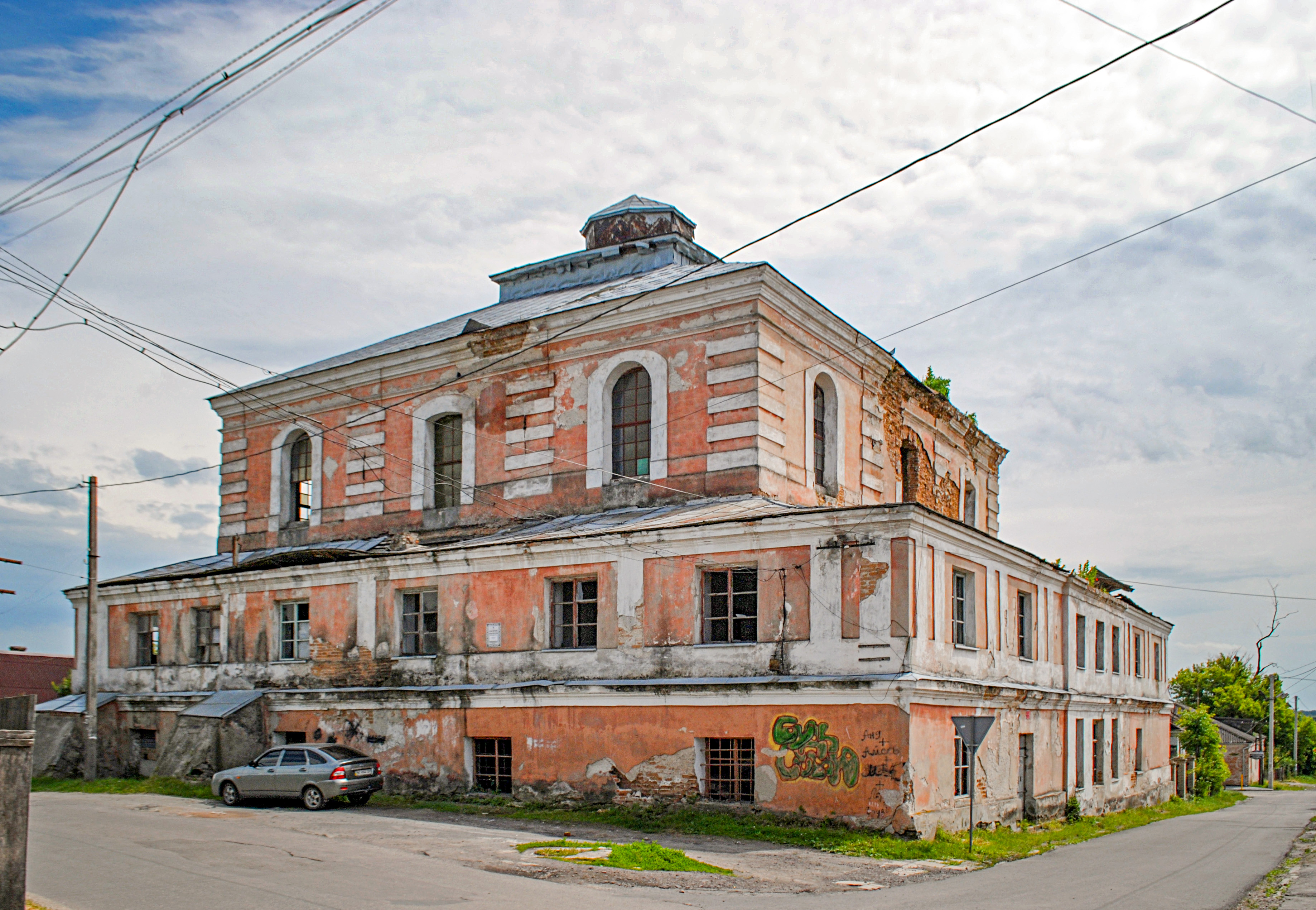
Synagoge in Dubno (2016)

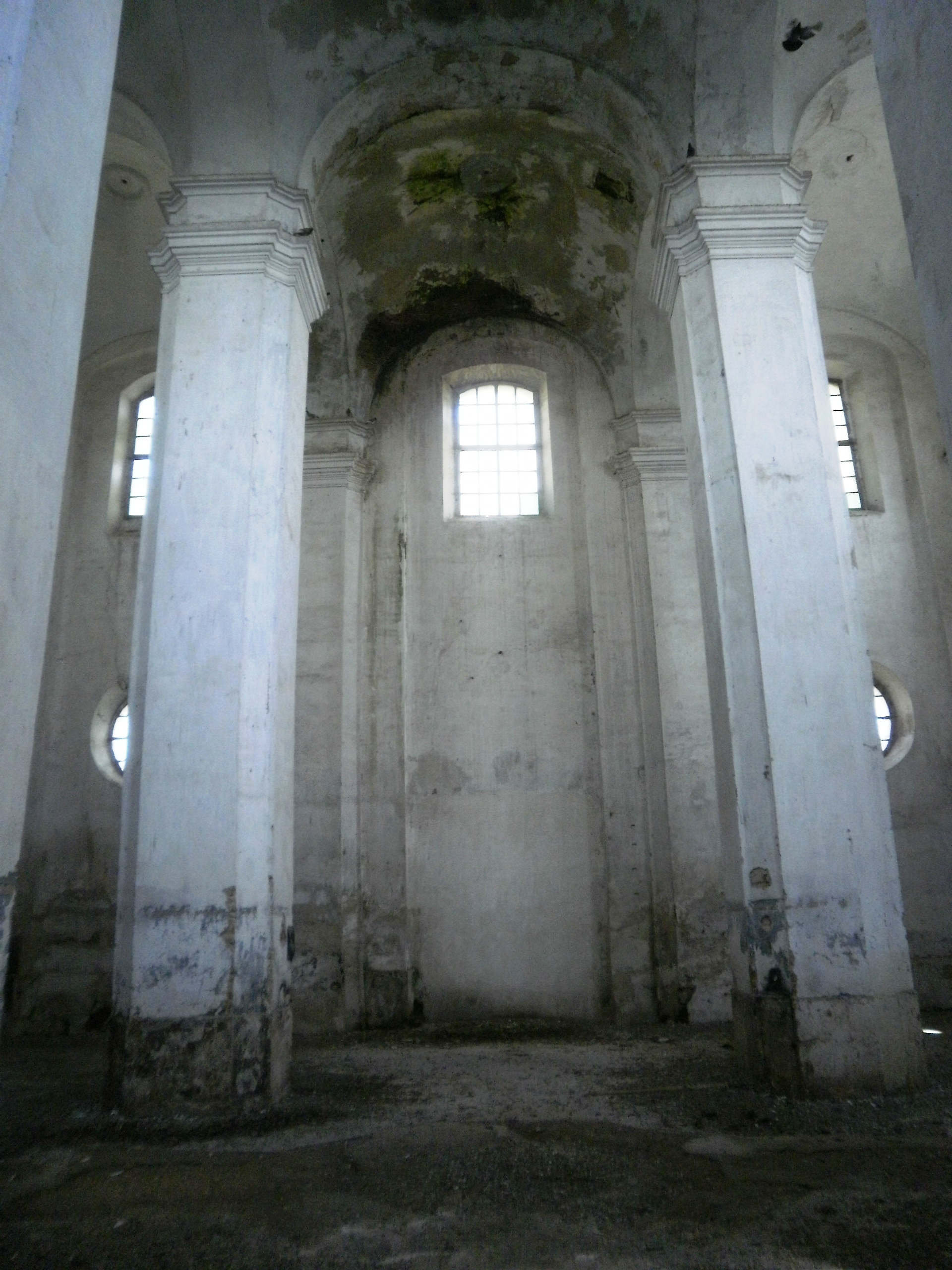
Innenansicht

Die Synagoge in Dubno, einer ukrainischen Stadt in der Oblast Riwne, wurde von 1782 bis 1784 errichtet. Die profanierte Synagoge ist ein geschütztes Kulturdenkmal.
Nach dem Zweiten Weltkrieg wurde die Synagoge zweckentfremdet. Seit Jahren steht das Gebäude leer und verkommt immer mehr.